# Почесні громадяни Ладижина
Почесний громадянин Ладижина — відзнака започаткована у місті Ладижині Вінницької області у 2001 році.

## Почесні громадяни
| Почесні громадяни Ладижина | Почесні громадяни Ладижина     | Почесні громадяни Ладижина        | Почесні громадяни Ладижина                                                          | Почесні громадяни Ладижина |
| -------------------------- | ------------------------------ | --------------------------------- | ----------------------------------------------------------------------------------- | -------------------------- |
| №:                         | П. І. Б.                       | Дати життя                        | Діяльність                                                                          | Дата присвоєння            |
| 1.                         | Русанов Микола Васильович      | 29 серпня 1928 — 1 січня 1999     | Директор Ладижинської ДРЕС.                                                         | 10 березня 2006            |
| 2.                         | Сагаєв Іван Хасимович          | 10 березня 1940                   | Заслужений тренер України, Заслужений працівник фізичної культури і спорту України. | 18 березня 2003            |
| 3.                         | Провільська Марія Іванівна     | 30 березня 1925                   | Фармацевт, автор історичної книги «Ладижин древній та сучасний»                     | 18 березня 2003            |
| 4.                         | Перикаш Юрій Михайлович        | 1 вересня 1940                    | Лікар-анастезіолог                                                                  | 18 березня 2003            |
| 5.                         | Наконечний Анатолій Гаврилович | 6 червня 1915 — 14 серпня 1945    | Герой Радянського Союзу                                                             | 18 березня 2003            |
| 6.                         | Кравчик Петро Якович           | 27 жовтня 1947 — 5 серпня 1997    | Український художник, майстер пейзажу, зрідка портретного жанру.                    | 18 березня 2003            |
| 7.                         | Аксьонов Геннадій Михайлович   | 19 серпня 1934 — 1 листопада 2003 | Начальник управління будівництва Ладижинської ДРЕС.                                 | 7 квітня 2009              |